# 専門学校東都リハビリテーション学院

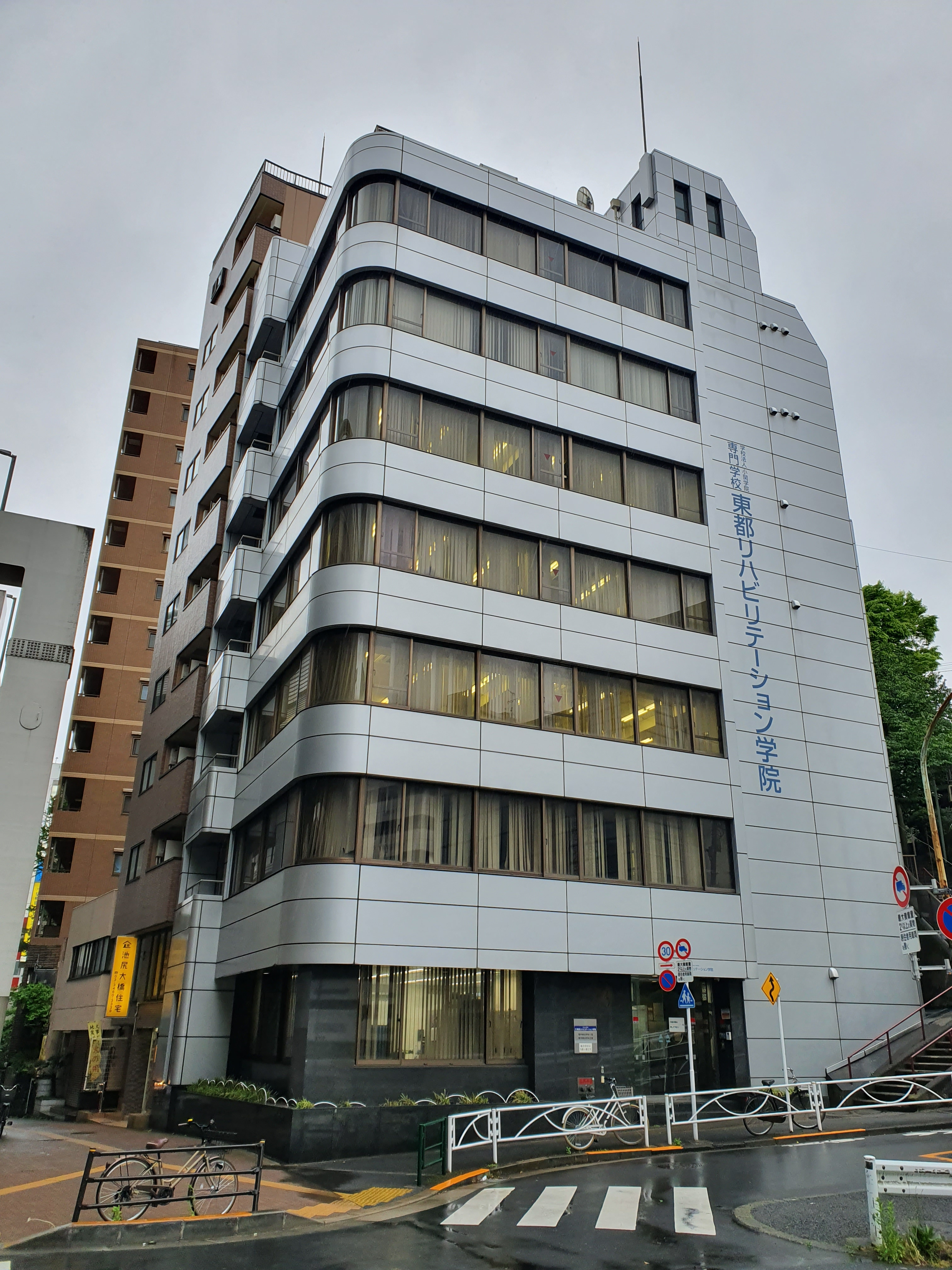
南校舎（目黒区大橋2丁目16-18）

専門学校東都リハビリテーション学院（せんもんがっこうとうとリハビリテーションがくいん）は、東京都目黒区大橋2-4-2にある専門学校。運営は学校法人小関学院。

## 概要
東京都目黒区大橋に所在し、理学療法士を養成する専門学校。

## 設置学科
- 理学療法学科1部
- 理学療法学科2部

## 取得可能な資格
- 理学療法士

## 所在地
東京都目黒区大橋2-4-2